# PRAP1
PRAP1 (англ. Proline rich acidic protein 1) – білок, який кодується однойменним геном, розташованим у людей на короткому плечі 10-ї хромосоми. Довжина поліпептидного ланцюга білка становить 151 амінокислот, а молекулярна маса — 17 208.
| 10         |  | 20         |  | 30         |  | 40         |  | 50         |
| ---------- |  | ---------- |  | ---------- |  | ---------- |  | ---------- |
| MRRLLLVTSL |  | VVVLLWEAGA |  | VPAPKVPIKM |  | QVKHWPSEQD |  | PEKAWGARVV |
| EPPEKDDQLV |  | VLFPVQKPKL |  | LTTEEKPRGQ |  | GRGPILPGTK |  | AWMETEDTLG |
| HVLSPEPDHD |  | SLYHPPPEED |  | QGEERPRLWV |  | MPNHQVLLGP |  | EEDQDHIYHP |
| Q          |  |            |  |            |  |            |  |            |

A: Аланін

D: Аспарагінова кислота

E: Глутамінова кислота

F: Фенілаланін

G: Гліцин

H: Гістидин

I: Ізолейцин

K: Лізин

L: Лейцин

M: Метіонін

N: Аспарагін

P: Пролін

Q: Глутамін

R: Аргінін

S: Серин

T: Треонін

V: Валін

W: Триптофан

Задіяний у такому біологічному процесі, як альтернативний сплайсинг. 
Секретований назовні.